# Mount Job
Der Mount Job ist ein 2495 m hoher Berg mit einer Schartenhöhe von 237 m im Südwesten der kanadischen Provinz British Columbia, im Squamish-Lillooet Regional District.

## Geographie
Der Mount Job ist einer der sechs benannten Vulkane des Mount-Meager-Massivs im Garibaldi-Vulkangürtel und gehört damit zu den Kaskaden-Vulkanen. Der Berg besteht aus Bruchsteinen, die von Vulkanasche und Sand zusammengehalten werden. Der Berg ist äußerst schwierig zu besteigen, da der Zugang kompliziert ist und er aus losen Steinen besteht.